# Почуйківська сільська рада
Почуйківська сільська рада — колишня адміністративно-територіальна одиниця та орган місцевого самоврядування у Попільнянському районі Білоцерківської округи, Київської й Житомирської областей Української РСР та України з адміністративним центром у с. Почуйки.

## Населені пункти
Сільській раді підпорядковані населені пункти:
- с. Почуйки

## Населення
Відповідно до результатів перепису населення СРСР, кількість населення ради станом на 12 січня 1989 року становила 874 особи.
Станом на 5 грудня 2001 року, відповідно до перепису населення України, кількість мешканців сільської ради становила 794 особи.

## Склад ради
Рада складається з 12 депутатів та голови.

### Керівний склад сільської ради
| ПІБ                            | Основні відомості                                                         | Дата обрання | Дата звільнення |
| ------------------------------ | ------------------------------------------------------------------------- | ------------ | --------------- |
| Вацківський Михайло Михайлович | Сільський голова, 1963 року народження, освіта, безпартійний              | 26.03.2006   | 31.10.2010      |
| Гнедко Наталія Віталіївна      | Сільський голова, 1973 року народження, освіта вища, член Партії регіонів | 31.10.2010   |                 |

Примітка: таблиця складена за даними джерела

## Історія
Створена 1923 року в складі с. Почуйки та хутір Грабова Романівської волості Сквирського повіту Київської губернії. 7 березня 1923 року увійшла до складу новоутвореного Попільнянського району Білоцерківської округи.
Станом на 1 вересня 1946 року сільська рада входила до складу Попільнянського району Житомирської області, на обліку в раді перебували с. Почуйки та х. Грабова.
29 червня 1960 року, відповідно до рішення Житомирського облвиконкому № 672 «Про об'єднання деяких населених пунктів в районах області», х. Грабова об'єднано із с. Почуйки.
На 1 січня 1972 року сільська рада входила до складу Попільнянського району Житомирської області, на обліку в раді перебувало с. Почуйки.
Ліквідована 28 грудня 2016 року через об'єднання до складу Квітневої сільської територіальної громади Попільнянського району Житомирської області.